# Listen, Learn, Read On
Listen, Learn, Read On kompilacijski je box set (6 CD-a), britanskog hard rock sastava Deep Purple, kojeg 2002. godine objavljuje diskografska kuća, 'EMI'.
Kompilacija sadrži box set od 74 skladbe (gotovo četvrtinu do tada objavljenog materijala), koje su smještene na šest CD-a, čitav materijal je snimljen u 'Abbey Road Studios'. Kolekcija počinje s ranim skladbama članova sastava prije nego što su se počeli zvati Dee Purple.

## Popis pjesama

### Disk 1: Prije Purplea Mk 1
1. The Outlaws [feat. Ritchie Blackmore] / Keep a Knockin' (Penniman) 2:34
2. M.I. Five [feat. Rod Evans, Ian Paice] / You'll Never Stop Me Loving You (Lewis) 3:28
3. M.I. Five [feat. Evans, Paice] / Only Time Will Tell (Lewis) 2:11
4. Johnny Kid & the Pirates [feat. Nick Simper] / Send For that Girl (Barter) 2:42
5. Santa Barbara Machine Head [feat. Jon Lord] / Porcupine Juice (Dudgeon/Lord) 3:13
6. Episode Six [feat. Ian Gillan, Roger Glover] / I Can See Through You (Glover) 3:23
7. Episode Six [feat. Gillan, Glover] / Mr. Universe (David/Gillan) 4:17
8. Trapeze [feat. Glenn Hughes] / Medusa (Hughes) 5:40
9. The Government [feat. David Coverdale] / Does Anybody Really Know What Time It Is? (R. Lamm) 3:17
10. Zephyr [feat. Tommy Bolin] / See My People Come Together (Bolin) 6:07
11. Hush (Joe South) 4:13
12. Help (Lennon/McCartney) 6:00
13. Shield (Lord/Blackmore/Evans) 6:01
14. Listen, Learn, Read On (Blackmore/Lord/Evans/Paice) 4:00
15. Kentucky Woman (Diamond)4:41
16. Playground (Blackmore/Lord/Simper/Paice) 4:31 (out-take)
17. Emmaretta (Blackmore/Lord/Evans) 2:58 (single a-side)
18. The Bird Has Flown (Blackmore/Lord/Evans) 2:51 (US single b-side)

### Disk 2: Mk 1 i Mk 2
1. Why Didn't Rosemary (Blackmore/Lord/Evans/Simper/Paice) 5:02
2. Hallelujah (Greenaway/Cook) 3:40 (singl a-strana)
3. Ricochet (Blackmore/Gillan/Glover/Lord/Paice) 3:04 (BBC sjednica)
4. The Bird Has Flown (Blackmore/Lord/Evans) 3:03 (BBC sjednica)
5. Hush (South) 4:16 (Live, Royal Albert Hall)
6. Concerto Third Movement reprise (Lord) 5:36 (Uživo, Royal Albert Hall)
7. Wring that Neck (Lord/Blackmore/Simper/Paice) 20:43 (Live, Montreux Casino)
8. Jam Stew (Blackmore/Gillan/Glover/Lord/Paice) 3:54 (BBC sjednica)
9. Speed King (Blackmore/Gillan/Glover/Lord/Paice) 3:23 (BBC sjednica)
10. Cry Free (Blackmore/Gillan/Glover/Lord/Paice) 3:08 (preuzeto)
11. Hard Lovin' Man (Blackmore/Gillan/Glover/Lord/Paice) 4:12 (BBC sjednica)
12. Bloodsucker (Blackmore/Gillan/Glover/Lord/Paice) 3:14 (BBC sjednica)
13. Living Wreck (Blackmore/Gillan/Glover/Lord/Paice) 2:58 (BBC sjednica)
14. Studio Chat / Jam (Blackmore/Gillan/Glover/Lord/Paice) 0:40
15. Flight of the Rat (Blackmore/Gillan/Glover/Lord/Paice) 7:53 (95 remiks)

### DisK 3: Mk 2
1. Mandrake Root (Blackmore/Evans) 30:02
2. Grabsplatter (Blackmore/Gillan/Glover/Lord/Paice) 4:30 (BBC sjednica)
3. Child In Time (Blackmore/Gillan/Glover/Lord/Paice) 10:47 (BBC sjednica)
4. Jon Lord Intervju 1:35
5. Black Night (Blackmore/Gillan/Glover/Lord/Paice) 3:28 (BBC sjednica)
6. Into the Fire (Blackmore/Gillan/Glover/Lord/Paice) 3:48 (BBC sjednica)
7. Fools (Blackmore/Gillan/Glover/Lord/Paice) 5:19 (preuzeto)
8. Fireball (Blackmore/Gillan/Glover/Lord/Paice) 3:23
9. No One Came (Blackmore/Gillan/Glover/Lord/Paice) 6:24
10. Demon's Eye (Blackmore/Gillan/Glover/Lord/Paice) 6:08 (96 remiks)

### Disk 4: Mk 2 i Mk 3
1. No No No (Blackmore/Gillan/Glover/Lord/Paice) 7:16 (Uživo, Beat Club)
2. Highway Star (Blackmore/Gillan/Glover/Lord/Paice) 6:08 (Uživo, Beat Club)
3. Smoke on the Water (Blackmore/Gillan/Glover/Lord/Paice) 5:49 (Quad Miks)
4. Never Before (Blackmore/Gillan/Glover/Lord/Paice) 4:01 (Quad Miks)
5. When a Blind Man Cries (Blackmore/Gillan/Glover/Lord/Paice) 3:27 (97 remiks)
6. Strange Kind of Woman (Blackmore/Gillan/Glover/Lord/Paice) 8:44 (BBC koncert)
7. Lazy] (Blackmore/Gillan/Glover/Lord/Paice) 11:13 (Uživo, Tokyo)
8. Black Night (Blackmore/Gillan/Glover/Lord/Paice) 5:47 (Uživo, Osaka)
9. Woman From Tokyo (Blackmore/Gillan/Glover/Lord/Paice) 6:24 (99 remiks)
10. Smooth Dancer (Blackmore/Gillan/Glover/Lord/Paice) 4:08
11. Mary Long (Blackmore/Gillan/Glover/Lord/Paice) 4:26 (99 remiks)
12. Burn (Blackmore/Lord/Paice/Coverdale) 6:00
13. Might Just Take Your Life (Blackmore/Lord/Paice/Coverdale) 4:36

### Disk 5: Mk 3
1. Sail Away (Blackmore/Coverdale) 5:47
2. Coronarias Redig (Blackmore/Lord/Paice) 4:52 (singl b-strana)
3. You Fool No One (Blackmore/Lord/Paice/Coverdale) 18:58 (Uživo, Ontario Speedway)
4. Mistreated (Blackmore/Coverdale) 12:02 (Uživo, San Diego Sports Arena)
5. Space Truckin' (Blackmore/Gillan/Glover/Lord/Paice) 29:52 (Uživo, Kilburn Gaumont)

### Disk 6: Mk 3 & Mk 4
1. Stormbringer (Blackmore/Coverdale) 4:04 (Quad Miks)
2. Soldier of Fortune (Blackmore/Coverdale) 3:14 (Quad Miks)
3. Hold On (Coverdale/Hughes/Lord/Paice) 5:08 (Quad Miks)
4. High Ball Shooter (Blackmore/Coverdale/Hughes/Lord/Paice) 4:30 (Instrumental)
5. The Gypsy (Blackmore/Coverdale/Hughes/Lord/Paice) 5:43 (Uživo, Paris Palais des Sports)
6. Drifter (Bolin/Coverdale) 3:58
7. Dance to the Rock 'n' Roll (Bolin/Coverdale/Hughes/Lord/Paice) 10:59 (Jam)
8. This Time Around/Owed to 'G' (Hughes/Lord; Bolin) 6:06
9. Love Child (Bolin/Coverdale) 3:03
10. Wild Dogs (Bolin/Tesar) 5:54 (Uživo, Tokyo Budokan)
11. Lady Luck (Cook/Coverdale) 3:24 (Uživo, Long Beach Arena)
12. Gettin' Tighter (Bolin/Hughes) 13:18 (Uživo, Long Beach Arena)
13. You Keep on Movin' (Coverdale/Hughes) 5:18

## Izvođači
- Mk 1: Ritchie Blackmore, Rod Evans, Jon Lord, Ian Paice, Nick Simper
- Mk 2: Ritchie Blackmore, Ian Gillan, Roger Glover, Jon Lord, Ian Paice
- Mk 3: Ritchie Blackmore, David Coverdale, Glenn Hughes, Jon Lord, Ian Paice
- Mk 4: Tommy Bolin, David Coverdale, Glenn Hughes, Jon Lord, Ian Paice

## Vanjske poveznice
- Allmusic.com - Deep Purple - Listen, Learn, Read On